# Curières
Curières est une commune française située dans le département de l'Aveyron en région Occitanie. Ses habitants sont appelés les Curiérois et Curiéroises.
Le patrimoine architectural de la commune comprend un immeuble protégé au titre des monuments historiques : la croix de la Roussarie, classée en 1928.

## Géographie

### Localisation
Commune située sur le plateau central de l'Aubrac aveyronnais classé en zone Natura 2000, sur la Boralde Flaujaguèse.

### Communes limitrophes
Curières est limitrophe de quatre autres communes, dont une dans le département du Cantal.
Les communes limitrophes sont  Condom-d'Aubrac, Laguiole, Montpeyroux et Saint-Urcize.
|             | Laguiole        |                       |
| Montpeyroux | Curières        | Saint-Urcize (Cantal) |
|             | Condom-d'Aubrac |                       |

### Hydrographie

#### Réseau hydrographique

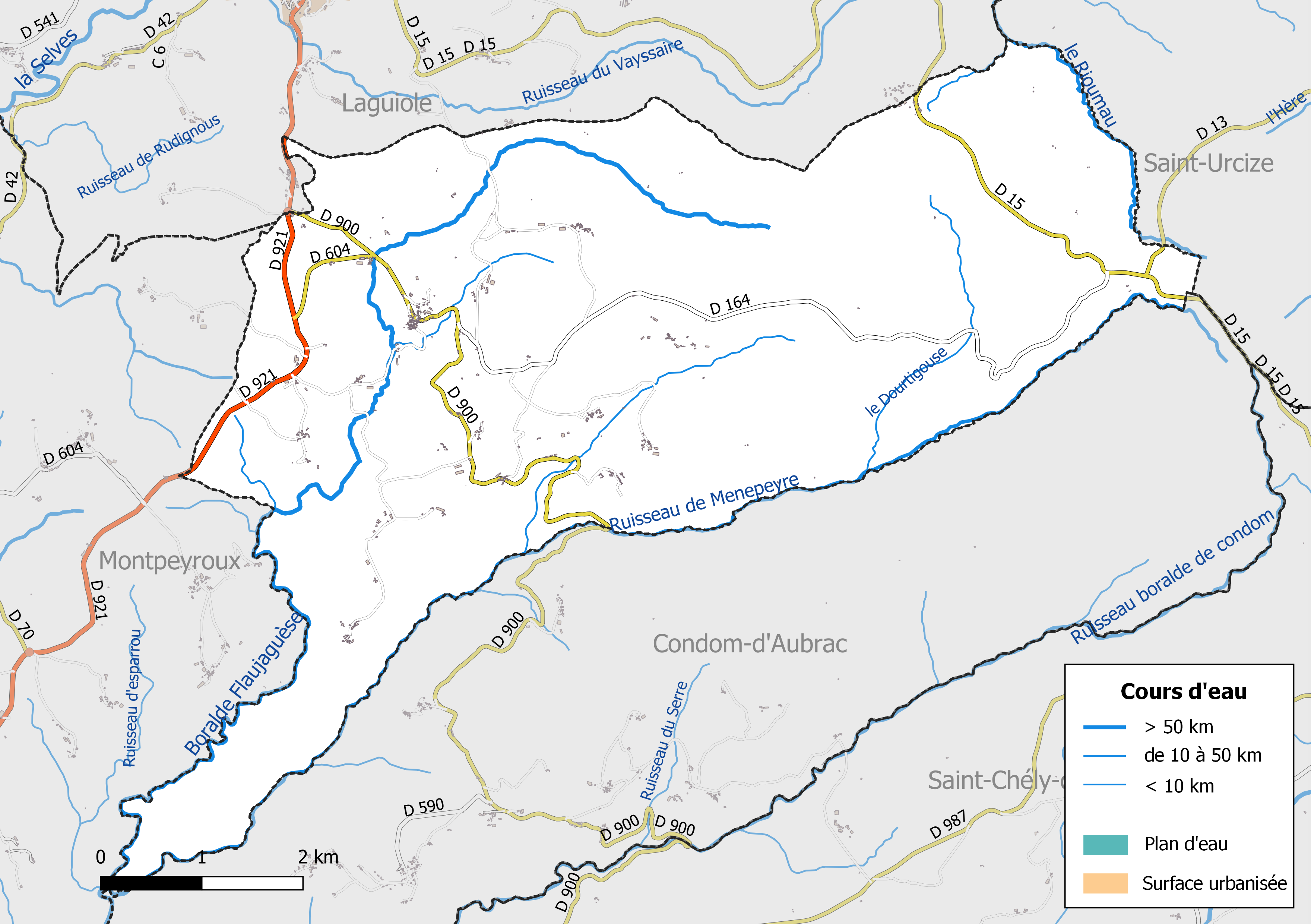
Réseaux hydrographique et routier de Curières.

La commune est drainée par la Boralde Flaujaguèse, le Rioumau, le Ruisseau de Menepeyre, le Dourtigouse, le ruisseau du Moulin de Cayral et par divers petits cours d'eau.
La Boralde Flaujaguèse, d'une longueur totale de 29,3 km, prend sa source dans la commune de Curières et se jette  dans le Lot à Saint-Côme-d'Olt, après avoir arrosé 6 communes.
Le Rioumau, d'une longueur totale de 20,6 km, prend sa source dans la commune de Saint-Urcize (15) et se jette  dans le Bès  à Saint-Urcize (15), après avoir arrosé 4 communes.
Le Ruisseau de Menepeyre, d'une longueur totale de 14,2 km, prend sa source dans la commune de Condom-d'Aubrac et se jette  dans la Boralde Flaujaguèse à Condom-d'Aubrac, après avoir arrosé 2 communes.

#### Gestion des cours d'eau
Afin d’atteindre le bon état des eaux imposé par la Directive-cadre sur l'eau du 23 octobre 2000, plusieurs outils de gestion intégrée s’articulent à différentes échelles pour définir et mettre en œuvre un programme d’actions de réhabilitation et de gestion des milieux aquatiques : le SDAGE (Schéma directeur d'aménagement et de gestion des eaux), à l’échelle du bassin hydrographique, et le SAGE (Schéma d'aménagement et de gestion des eaux), à l’échelle locale. Ce dernier fixe les objectifs généraux d’utilisation, de mise en valeur et de protection quantitative et qualitative des ressources en eau superficielle et souterraine. Trois SAGE sont mis en oeuvre dans le département de l'Aveyron.
La commune fait partie du SAGE Lot amont, approuvé le 15 décembre 2015, au sein du SDAGE Adour-Garonne. Le périmètre de ce SAGE concerne le bassin d'alimentation du Lot depuis sa source jusqu'à Entraygues-sur-Truyère dans l'Aveyron, où il reçoit la Truyère en rive droite. Il couvre ainsi 91 communes, sur deux départements (Lozère et Aveyron) et 2 régions – une superficie de 2 616 km2 et 1 400 km de cours d'eau permanents auxquels s'ajoutent jusqu'à 576 km de cours d'eau temporaires,. Le pilotage et l’animation du SAGE sont assurés par le Syndicat mixte Lot-Dourdou (SMLD), qualifié de « structure porteuse ». Cet organisme a été créé le 1er janvier 2014 par rapprochement de trois syndicats de rivières et est constitué de quatorze communautés de communes.

### Climat
Pour des articles plus généraux, voir Climat de l'Occitanie et Climat de l'Aveyron.
En 2010, le climat de la commune est de type climat de montagne, selon une étude s'appuyant sur une série de données couvrant la période 1971-2000. En 2020, Météo-France publie une typologie des climats de la France métropolitaine dans laquelle la commune est exposée à un climat de montagne et est dans la région climatique Sud-est du Massif Central, caractérisée par une pluviométrie annuelle de 1 000 à 1 500 mm, minimale en été, maximale en automne.
Pour la période 1971-2000, la température annuelle moyenne est de 8,4 °C, avec une amplitude thermique annuelle de 15,5 °C. Le cumul annuel moyen de précipitations est de 1 296 mm, avec 11,4 jours de précipitations en janvier et 7,4 jours en juillet. Pour la période 1991-2020, la température moyenne annuelle observée sur la station météorologique la plus proche, située sur la commune de Laguiole à 4 km à vol d'oiseau, est de 8,9 °C et le cumul annuel moyen de précipitations est de 1 441,2 mm,. Pour l'avenir, les paramètres climatiques de la commune estimés pour 2050 selon différents scénarios d'émission de gaz à effet de serre sont consultables sur un site dédié publié par Météo-France en novembre 2022.

### Milieux naturels et biodiversité

#### Sites Natura 2000

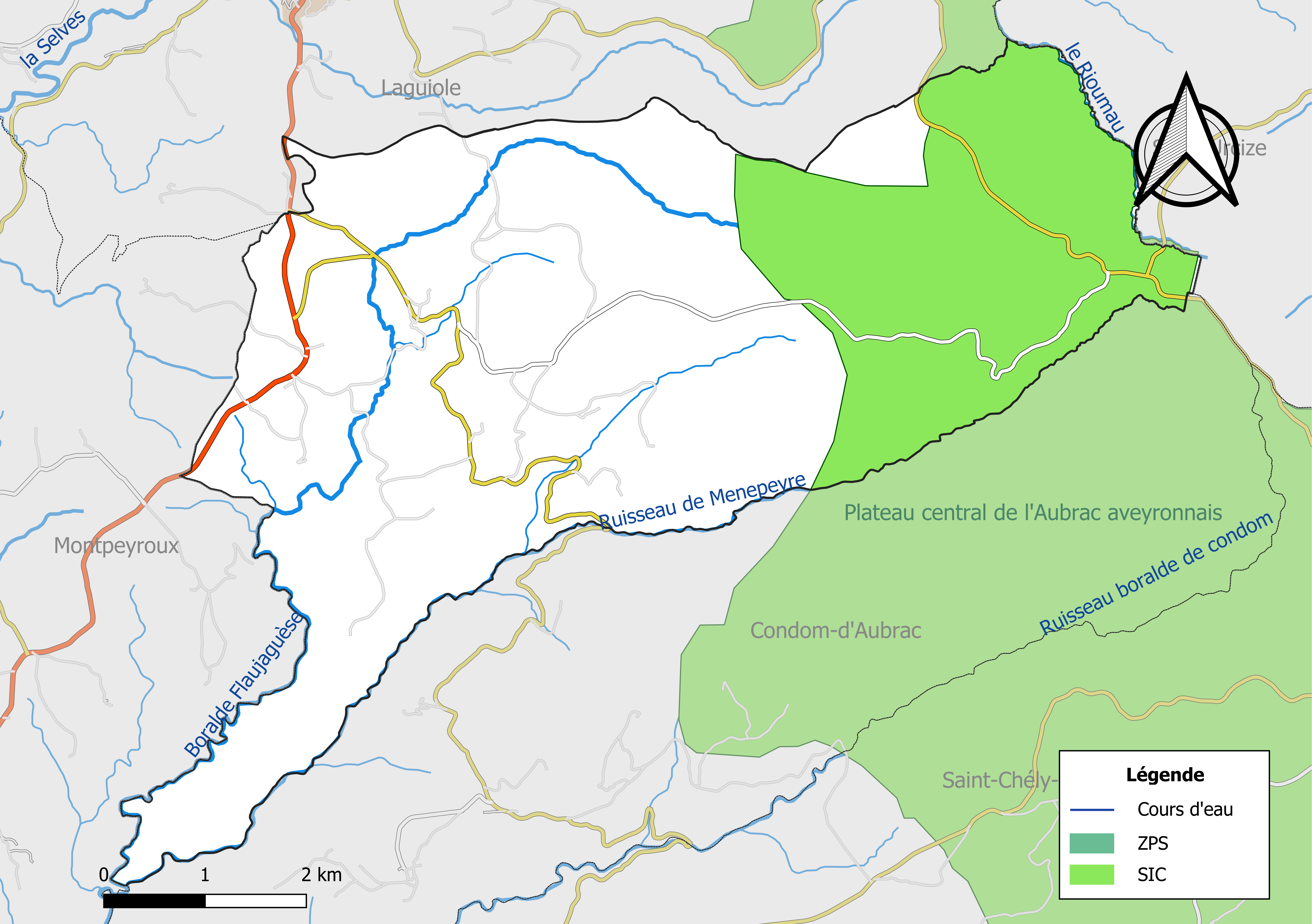
Sites Natura 2000 sur le territoire communal.

Le réseau Natura 2000 est un réseau écologique européen de sites naturels d’intérêt écologique élaboré à partir des Directives « Habitats » et « Oiseaux ». Ce réseau est constitué de Zones spéciales de conservation (ZSC) et de Zones de protection spéciale (ZPS). Dans les zones de ce réseau, les États Membres s'engagent à maintenir dans un état de conservation favorable les types d'habitats et d'espèces concernés, par le biais de mesures réglementaires, administratives ou contractuelles.
Un site Natura 2000 a été défini sur la commune au titre de la « directive Habitats » : 
Le « Plateau central de l'Aubrac aveyronnais », d'une superficie de 7 067 ha, est un ensemble des principales zones tourbeuses tourbières et landes de la partie occidentale du plateau de l'Aubrac, ainsi que des prairies et forêts montagnardes. Il s'agit de la seule station de Midi-Pyrénées pour la Ligulaire de Sibérie, ainsi que diverses espèces boréales des tourbières. La Loutre est également présente.

#### Zones naturelles d'intérêt écologique, faunistique et floristique
L’inventaire des zones naturelles d'intérêt écologique, faunistique et floristique (ZNIEFF) a pour objectif de réaliser une couverture des zones les plus intéressantes sur le plan écologique, essentiellement dans la perspective d’améliorer la connaissance du patrimoine naturel national et de fournir aux différents décideurs un outil d’aide à la prise en compte de l’environnement dans l’aménagement du territoire.
Le territoire communal de Curières comprend trois ZNIEFF de type 1, : 
- le « Plateau de l'Aubrac Aveyronnais » (11 613 ha), couvrant 17 communes dont 11 dans l'Aveyron, 4 dans le Cantal et 2 dans la Lozère[21]
- la « Tourbière de la Saquerie » (2,3 ha)[22];
- la « Vallée du Bes et du Riomau » (4 381 ha), couvrant 11 communes dont 4 dans l'Aveyron, 3 dans le Cantal et 4 dans la Lozère[23]

et trois ZNIEFF de type 2, : 
- le « Plateau de l'Aubrac » (18 330 ha), qui s'étend sur 21 communes dont 6 dans l'Aveyron, 10 dans le Cantal et 5 dans la Lozère[24];
- le « Vallon de la Boralde flaujaguèse et ses affluents » (2 341 ha), qui s'étend sur 7 communes de l'Aveyron[25];
- le « Versant occidental des monts d'Aubrac » (32 040 ha), couvrant 24 communes dont 17 dans l'Aveyron, 4 dans le Cantal et 3 dans la Lozère[26].

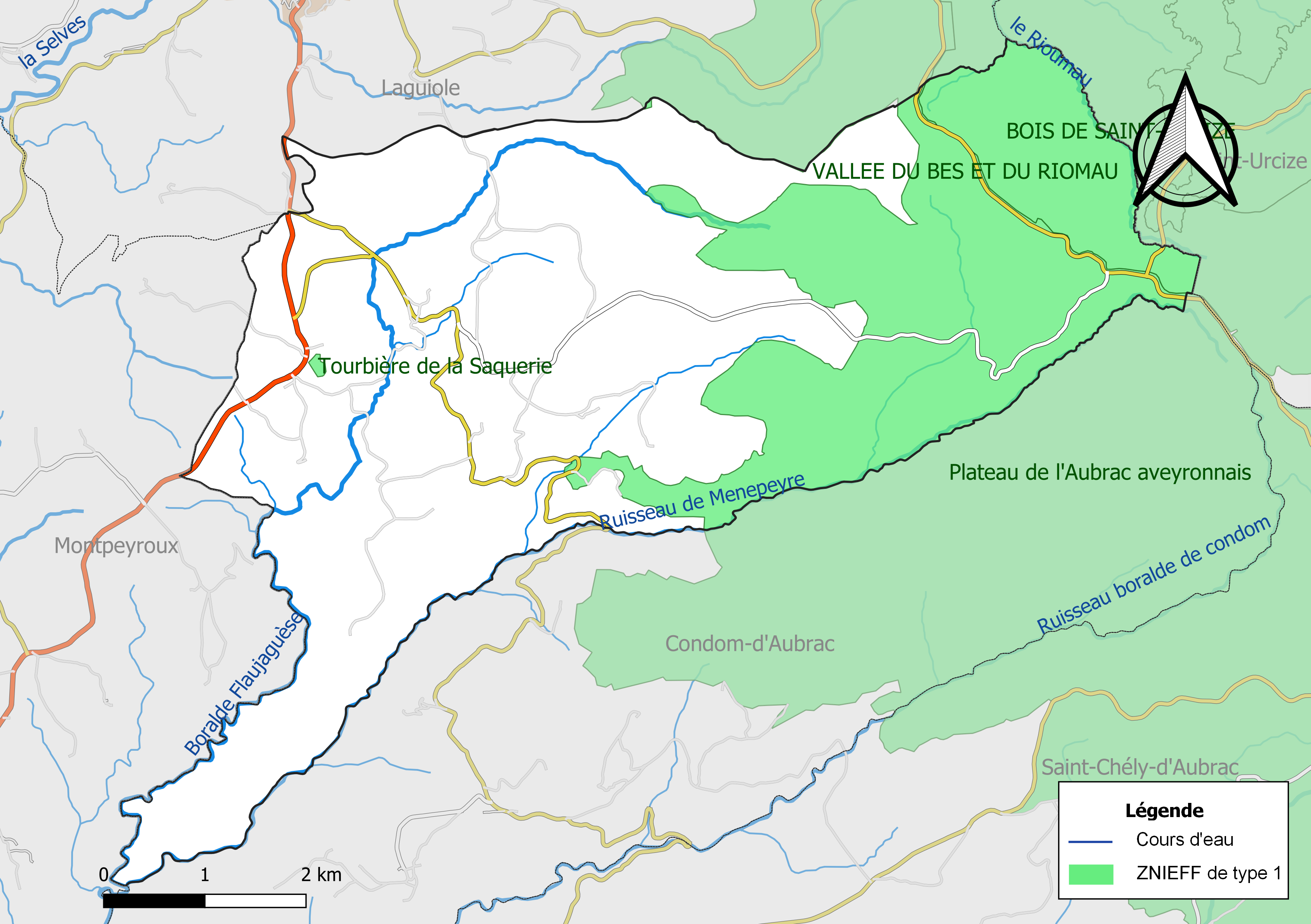
Carte des ZNIEFF de type 1 de la commune.
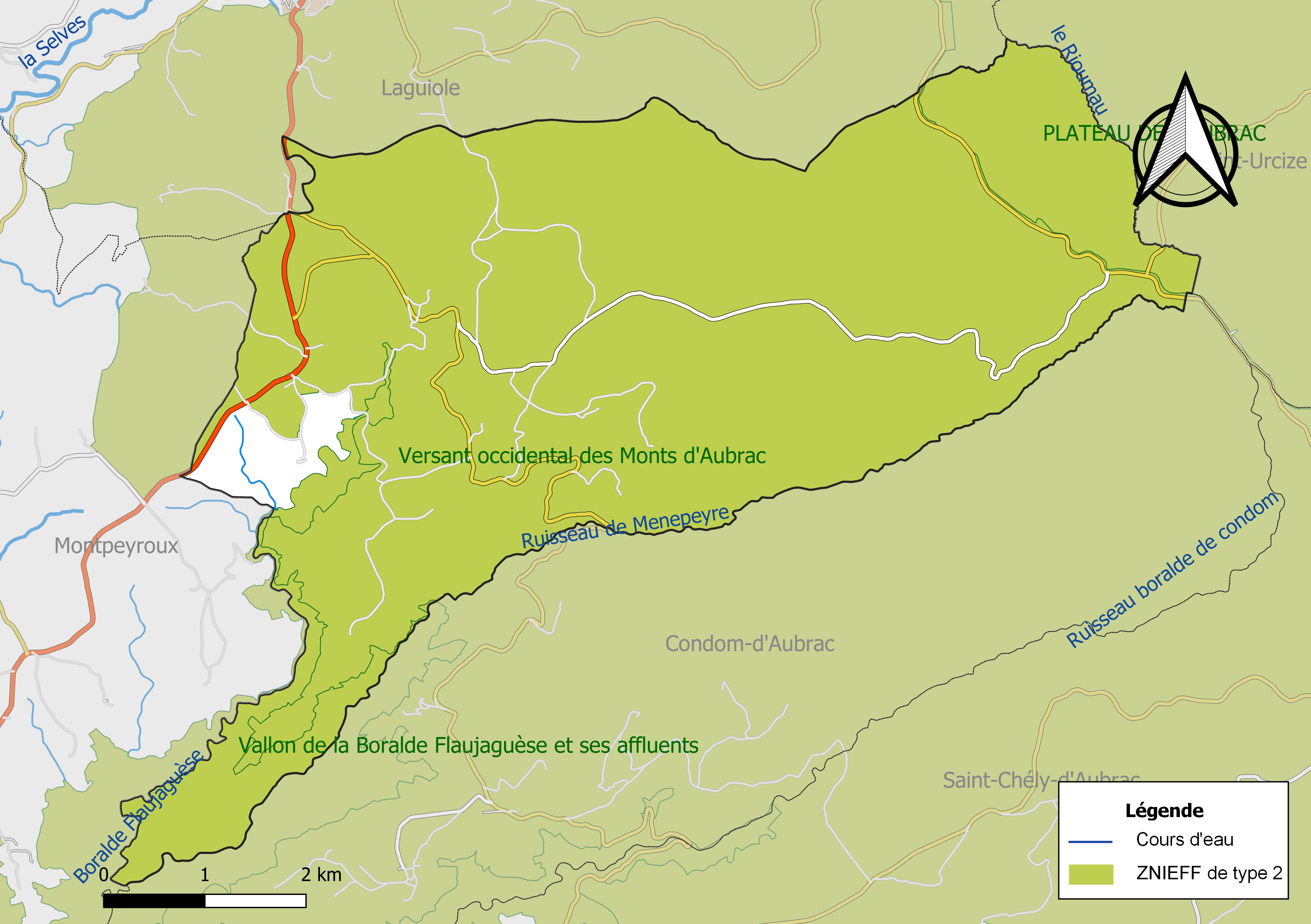
Carte des ZNIEFF de type 2 de la commune.

## Urbanisme

### Typologie
Au 1er janvier 2024, Curières est catégorisée commune rurale à habitat très dispersé, selon la nouvelle grille communale de densité à 7 niveaux définie par l'Insee en 2022.
Elle est située hors unité urbaine et hors attraction des villes,.

### Occupation des sols

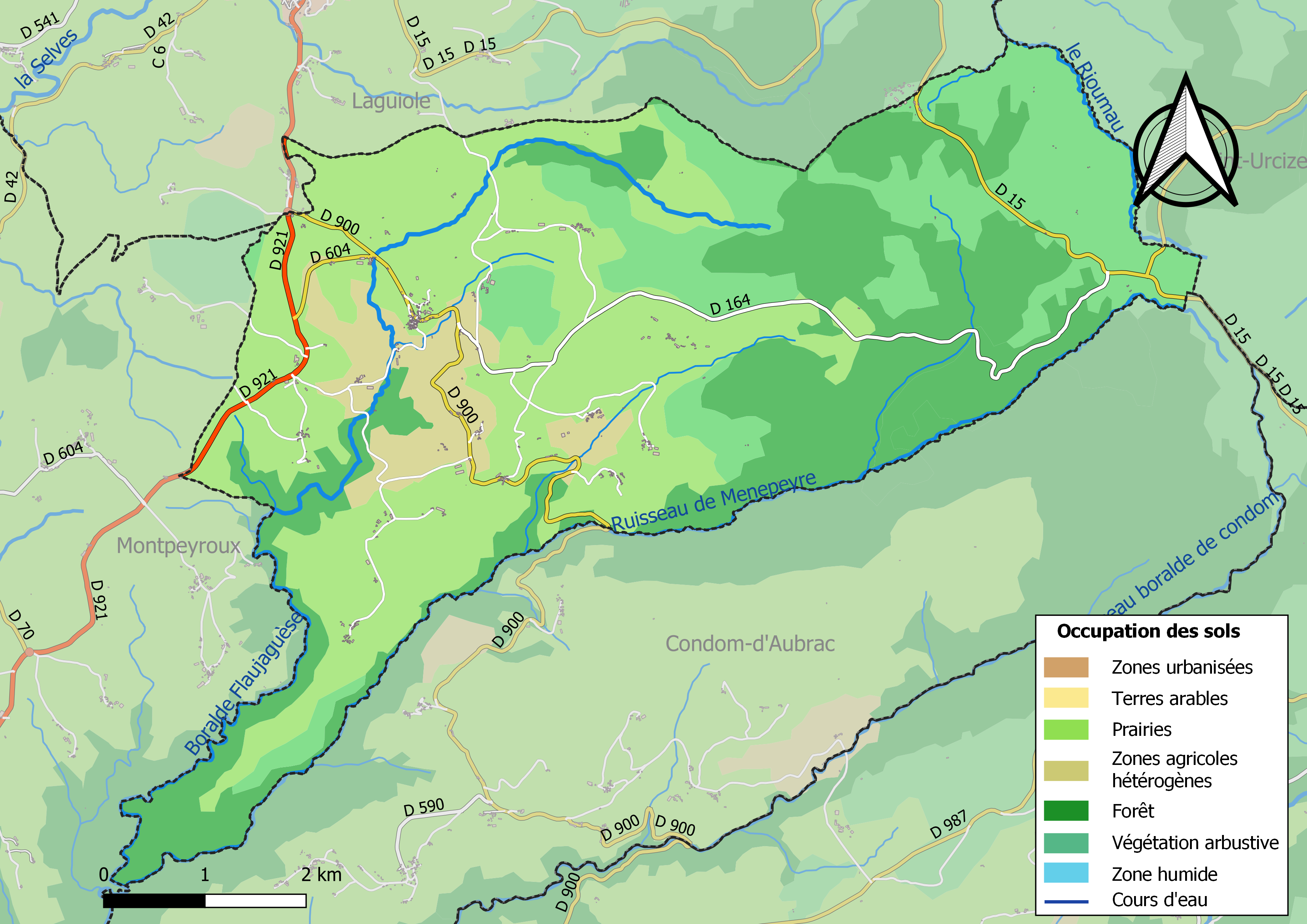
Infrastructures et occupation des sols de la commune de Curières.

L'occupation des sols de la commune, telle qu'elle ressort de la base de données européenne d’occupation biophysique des sols Corine Land Cover (CLC), est marquée par l'importance des forêts et milieux semi-naturels (52,6 % en 2018), en diminution par rapport à 1990 (58,3 %). La répartition détaillée en 2018 est la suivante : 
prairies (40,4 %), forêts (31,7 %), milieux à végétation arbustive et/ou herbacée (20,9 %), zones agricoles hétérogènes (7 %).

### Planification
La commune disposait en 2017 d'une carte communale approuvée et un plan local d'urbanisme était en élaboration.

### Risques majeurs
Le territoire de la commune de Curières est vulnérable à différents aléas naturels : climatiques (hiver exceptionnel ou canicule), feux de forêts et séisme (sismicité faible).
Il est également exposé à un risque technologique, le transport de matières dangereuses, et à un risque particulier, le risque radon,.

#### Risques naturels
Le Plan départemental de protection des forêts contre les incendies découpe le département de l’Aveyron en sept « bassins de risque » et définit une sensibilité des communes à l’aléa feux de forêt (de faible à très forte). La commune est classée en sensibilité faible.
Les mouvements de terrains susceptibles de se produire sur la commune sont liés au retrait-gonflement des argiles, conséquence d'un changement d'humidité des sols argileux. Les argiles sont capables de fixer l'eau disponible mais aussi de la perdre en se rétractant en cas de sécheresse. Ce phénomène peut provoquer des dégâts très importants sur les constructions (fissures, déformations des ouvertures) pouvant rendre inhabitables certains locaux. La carte de zonage de cet aléa peut être consultée sur le site de l'observatoire national des risques naturels Georisques

#### Risques technologiques
Le risque de transport de matières dangereuses sur la commune est lié à sa traversée par une route à fort trafic. Un accident se produisant sur une telle infrastructure est en effet susceptible d’avoir des effets graves au bâti ou aux personnes jusqu’à 350 m, selon la nature du matériau transporté. Des dispositions d’urbanisme peuvent être préconisées en conséquence.

#### Risque particulier
Dans plusieurs parties du territoire national, le radon, accumulé dans certains logements ou autres locaux, peut constituer une source significative d’exposition de la population aux rayonnements ionisants. Toutes les communes du département sont concernées par le risque radon à un niveau plus ou moins élevé. Selon le dossier départemental des risques majeurs du département établi en 2013, la commune de Curières est classée à risque moyen à élevé. Un décret du 4 juin 2018 a modifié la terminologie du zonage définie dans le code de la santé publique et a été complété par un arrêté du 27 juin 2018 portant délimitation des zones à potentiel radon du territoire français. La commune est désormais en zone 3, à savoir zone à potentiel radon significatif.

## Histoire
En 1833, Curières absorbe la commune de La Roquette-Bonneval.

## Politique et administration

### Découpage territorial
La commune de Curières est membre de la communauté de communes Aubrac, Carladez et Viadène, un établissement public de coopération intercommunale (EPCI) à fiscalité propre créé le 1er janvier 2017 dont le siège est à Laguiole. Ce dernier est par ailleurs membre d'autres groupements intercommunaux.
Sur le plan administratif, elle est rattachée à l'arrondissement de Rodez, au département de l'Aveyron et à la région Occitanie. Sur le plan électoral, elle dépend du  canton d'Aubrac et Carladez pour l'élection des conseillers départementaux, depuis le redécoupage cantonal de 2014 entré en vigueur en 2015, et de la première circonscription de l'Aveyron  pour les élections législatives, depuis le dernier découpage électoral de 2010.

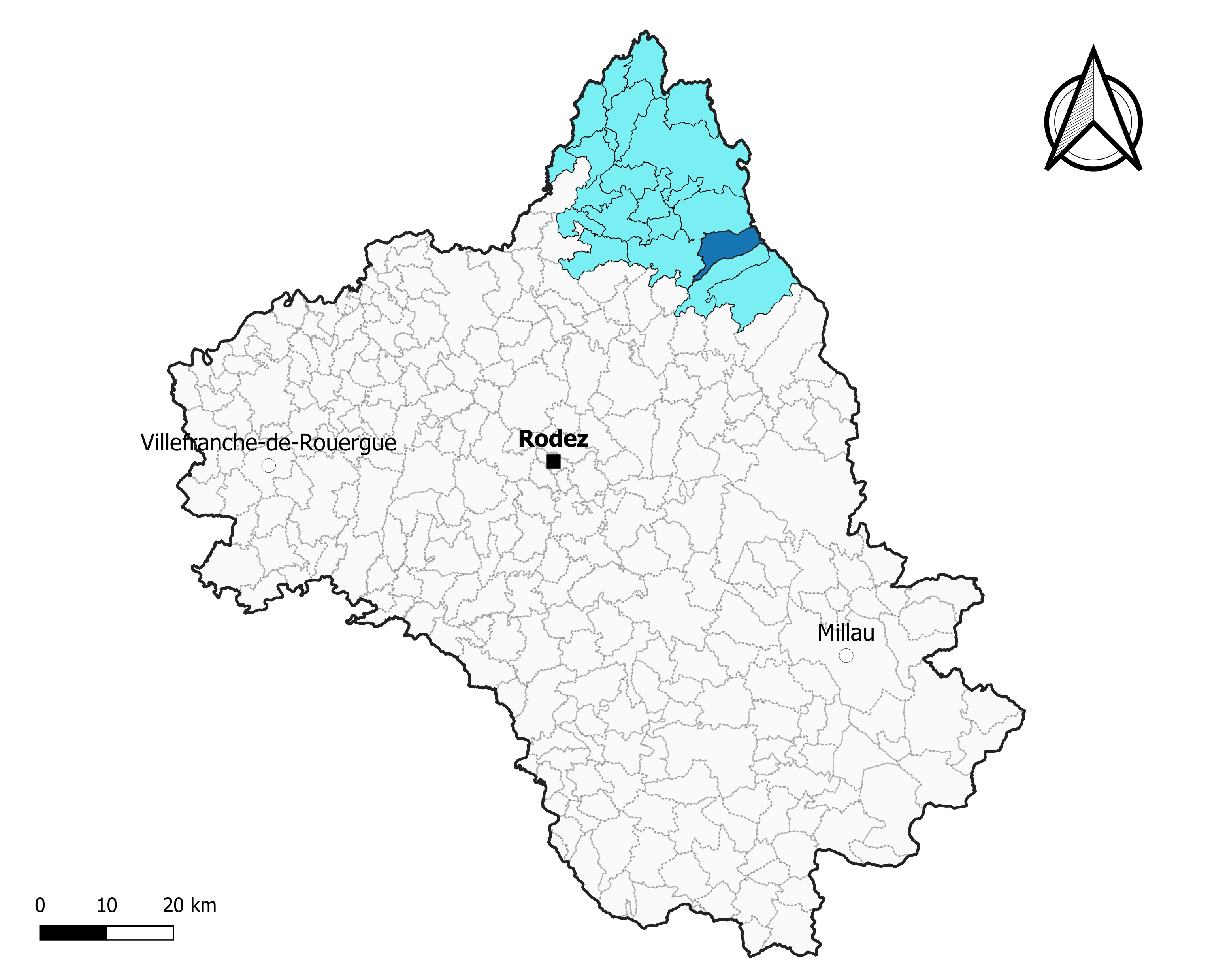
Curières dans l'intercommunalité en 2020[Note 4].
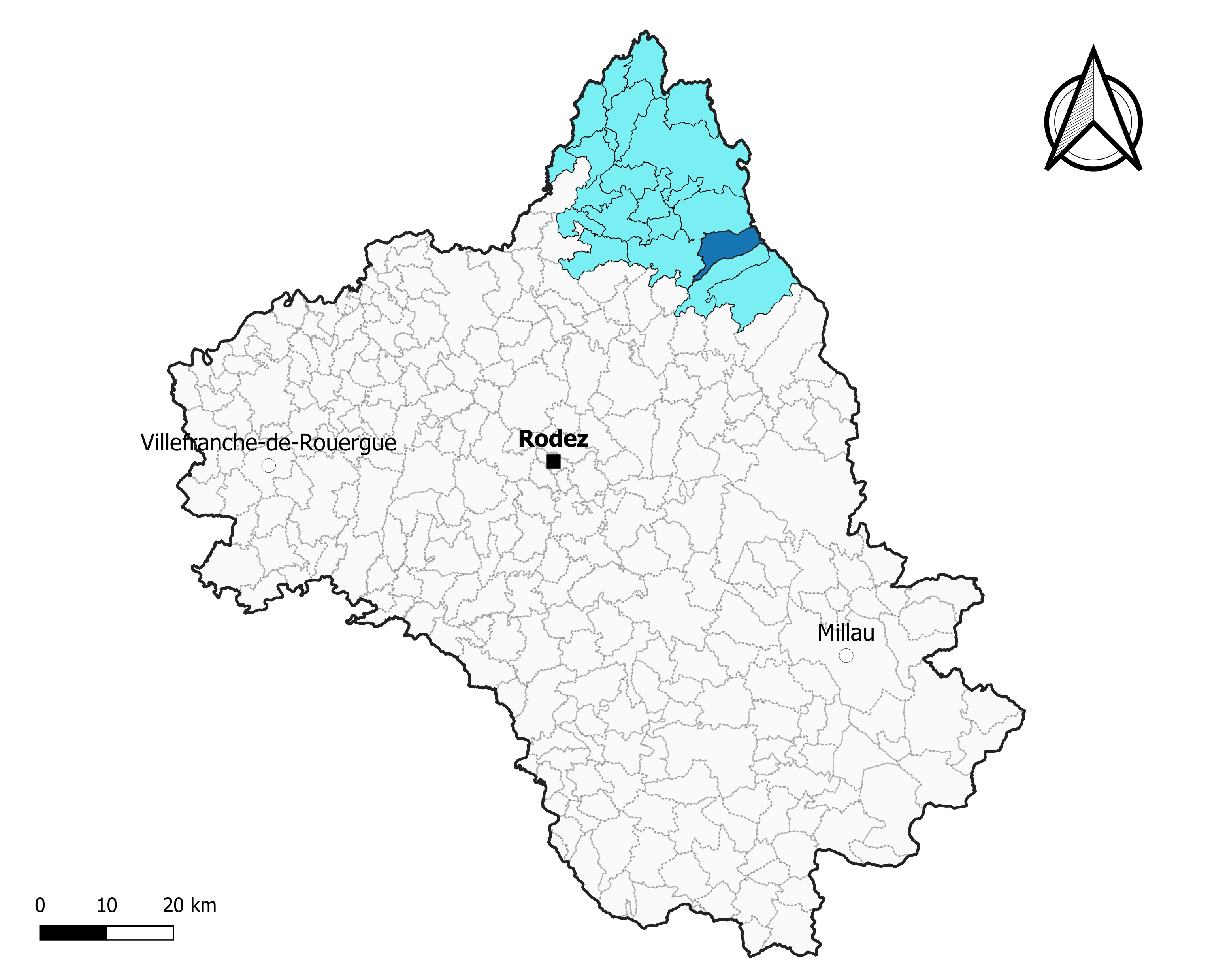
Curières dans le canton d'Aubrac et Carladez en 2020.
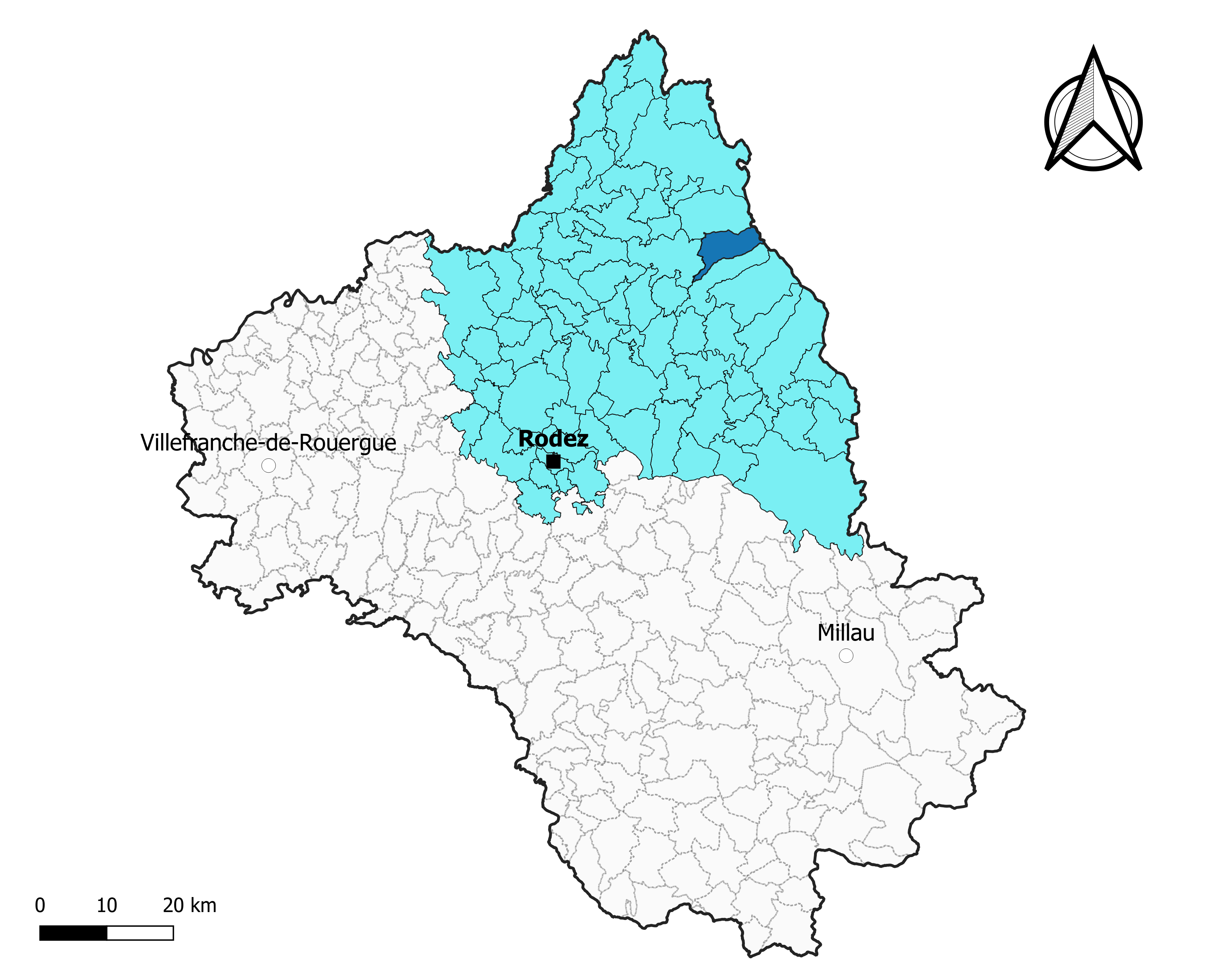
Curières dans l'arrondissement de Rodez en 2020.

### Élections municipales et communautaires

#### Élections de 2020
Le conseil municipal de Curières, commune de moins de 1 000 habitants, est élu au scrutin majoritaire plurinominal à deux tours avec candidatures isolées ou groupées et possibilité de panachage. Compte tenu de la population communale, le nombre de sièges à pourvoir lors des élections municipales de 2020 est de 11. La totalité des onze candidats en lice est élue dès le premier tour, le 15 mars 2020, avec un taux de participation de 68,72 %.
Martine Bessière est élue nouvelle maire de la commune le 25 mai 2020.
Dans les communes de moins de 1 000 habitants, les conseillers communautaires sont désignés parmi les conseillers municipaux élus en suivant l’ordre du tableau (maire, adjoints puis conseillers municipaux) et dans la limite du nombre de sièges attribués à la commune au sein du conseil communautaire. Un siège est attribué à la commune au sein de la communauté de communes Aubrac, Carladez et Viadène.

#### Liste des maires
| Période                                  | Période   | Identité          | Étiquette | Qualité                                         |
| ---------------------------------------- | --------- | ----------------- | --------- | ----------------------------------------------- |
| Les données manquantes sont à compléter. |           |                   |           |                                                 |
|                                          |           |                   |           |                                                 |
| mars 2001                                | mars 2008 | Lucien Mas        | UMP       |                                                 |
| mars 2008                                | mai 2020  | Jean-Marie Cayla  |           | Agriculteur exploitant                          |
| mai 2020                                 | En cours  | Martine Bessière, |           | Ancien artisan, commerçant ou chef d'entreprise |

## Démographie
L'évolution du nombre d'habitants est connue à travers les recensements de la population effectués dans la commune depuis 1793. Pour les communes de moins de 10 000 habitants, une enquête de recensement portant sur toute la population est réalisée tous les cinq ans, les populations de référence des années intermédiaires étant quant à elles estimées par interpolation ou extrapolation. Pour la commune, le premier recensement exhaustif entrant dans le cadre du nouveau dispositif a été réalisé en 2006.

En 2022, la commune comptait 214 habitants, en évolution de −4,89 % par rapport à 2016 (Aveyron : +0,37 %, France hors Mayotte : +2,11 %).
| 1793 | 1800 | 1806  | 1821  | 1831  | 1836  | 1841  | 1846  | 1851  |
| ---- | ---- | ----- | ----- | ----- | ----- | ----- | ----- | ----- |
| 328  | 404  | 1 077 | 1 221 | 1 291 | 1 184 | 1 237 | 1 266 | 1 294 |

| 1856  | 1861  | 1866  | 1872  | 1876  | 1881  | 1886  | 1891 | 1896 |
| ----- | ----- | ----- | ----- | ----- | ----- | ----- | ---- | ---- |
| 1 298 | 1 240 | 1 241 | 1 131 | 1 091 | 1 020 | 1 019 | 949  | 849  |

| 1901 | 1906 | 1911 | 1921 | 1926 | 1931 | 1936 | 1946 | 1954 |
| ---- | ---- | ---- | ---- | ---- | ---- | ---- | ---- | ---- |
| 784  | 724  | 700  | 597  | 636  | 565  | 520  | 511  | 462  |

| 1962 | 1968 | 1975 | 1982 | 1990 | 1999 | 2006 | 2011 | 2016 |
| ---- | ---- | ---- | ---- | ---- | ---- | ---- | ---- | ---- |
| 408  | 371  | 323  | 277  | 285  | 264  | 259  | 223  | 225  |

| 2021 | 2022 | - | - | - | - | - | - | - |
| ---- | ---- | - | - | - | - | - | - | - |
| 219  | 214  | - | - | - | - | - | - | - |

## Économie

### Revenus
En 2018  (données Insee publiées en septembre 2021), la commune compte 93 ménages fiscaux, regroupant 198 personnes. La médiane du revenu disponible par unité de consommation est de 18 900 € (20 640 € dans le département).

### Emploi
| Division       | 2008  | 2013  | 2018  |
| -------------- | ----- | ----- | ----- |
| Commune        | 2 %   | 3,4 % | 6,4 % |
| Département    | 5,4 % | 7,1 % | 7,1 % |
| France entière | 8,3 % | 10 %  | 10 %  |

En 2018, la population âgée de 15 à 64 ans s'élève à 126 personnes, parmi lesquelles on compte 84,8 % d'actifs (78,4 % ayant un emploi et 6,4 % de chômeurs) et 15,2 % d'inactifs,. Depuis 2008, le taux de chômage communal (au sens du recensement) des 15-64 ans est inférieur à celui de la France et du département.
La commune est hors attraction des villes,. Elle compte 64 emplois en 2018, contre 66 en 2013 et 81 en 2008. Le nombre d'actifs ayant un emploi résidant dans la commune est de 102, soit un indicateur de concentration d'emploi de 63,1 % et un taux d'activité parmi les 15 ans ou plus de 58,4 %.
Sur ces 102 actifs de 15 ans ou plus ayant un emploi, 49 travaillent dans la commune, soit 49 % des habitants. Pour se rendre au travail, 81,2 % des habitants utilisent un véhicule personnel ou de fonction à quatre roues, 2 % s'y rendent en deux-roues, à vélo ou à pied et 16,8 % n'ont pas besoin de transport (travail au domicile).

### Activités hors agriculture
29 établissements sont implantés  à Curières au 31 décembre 2019. Le tableau ci-dessous en détaille le nombre par secteur d'activité et compare les ratios avec ceux du département,.
Le secteur de l'industrie manufacturière, des industries extractives et autres est prépondérant sur la commune puisqu'il représente 58,6 % du nombre total d'établissements de la commune (17 sur les 29 entreprises implantées  à Curières), contre 17,7 % au niveau départemental.

### Agriculture
La commune est dans l'Aubrac, une petite région agricole occupant le nord du département de l'Aveyron. En 2020, l'orientation technico-économique de l'agriculture  sur la commune est l'élevage bovin, orientation mixte lait et viande.
|               | 1988  | 2000  | 2010  | 2020  |
| ------------- | ----- | ----- | ----- | ----- |
| Exploitations | 57    | 36    | 28    | 27    |
| SAU (ha)      | 2 024 | 2 403 | 2 157 | 3 039 |

Le nombre d'exploitations agricoles en activité et ayant leur siège dans la commune est passé de 57 lors du recensement agricole de 1988  à 36 en 2000 puis à 28 en 2010 et enfin à 27 en 2020, soit une baisse de 53 % en 32 ans. Le même mouvement est observé à l'échelle du département qui a perdu pendant cette période 51 % de ses exploitations,. La surface agricole utilisée sur la commune a quant à elle augmenté, passant de 2 024 ha en 1988 à 3 039 ha en 2020. Parallèlement la surface agricole utilisée moyenne par exploitation a augmenté, passant de 36 à 113 ha.

## Culture locale et patrimoine

### Lieux et monuments
- Le château du Puech appartenait à la famille de Frayssinous[60].
- La croix de la Roussarie du XVe siècle est classée au titre des monuments historiques en 1928[61].
- L'église paroissiale Saint-Pierre-ès-Liens recèle une croix de procession du XVIe siècle, classée au titre des monuments historiques en 1938[62].

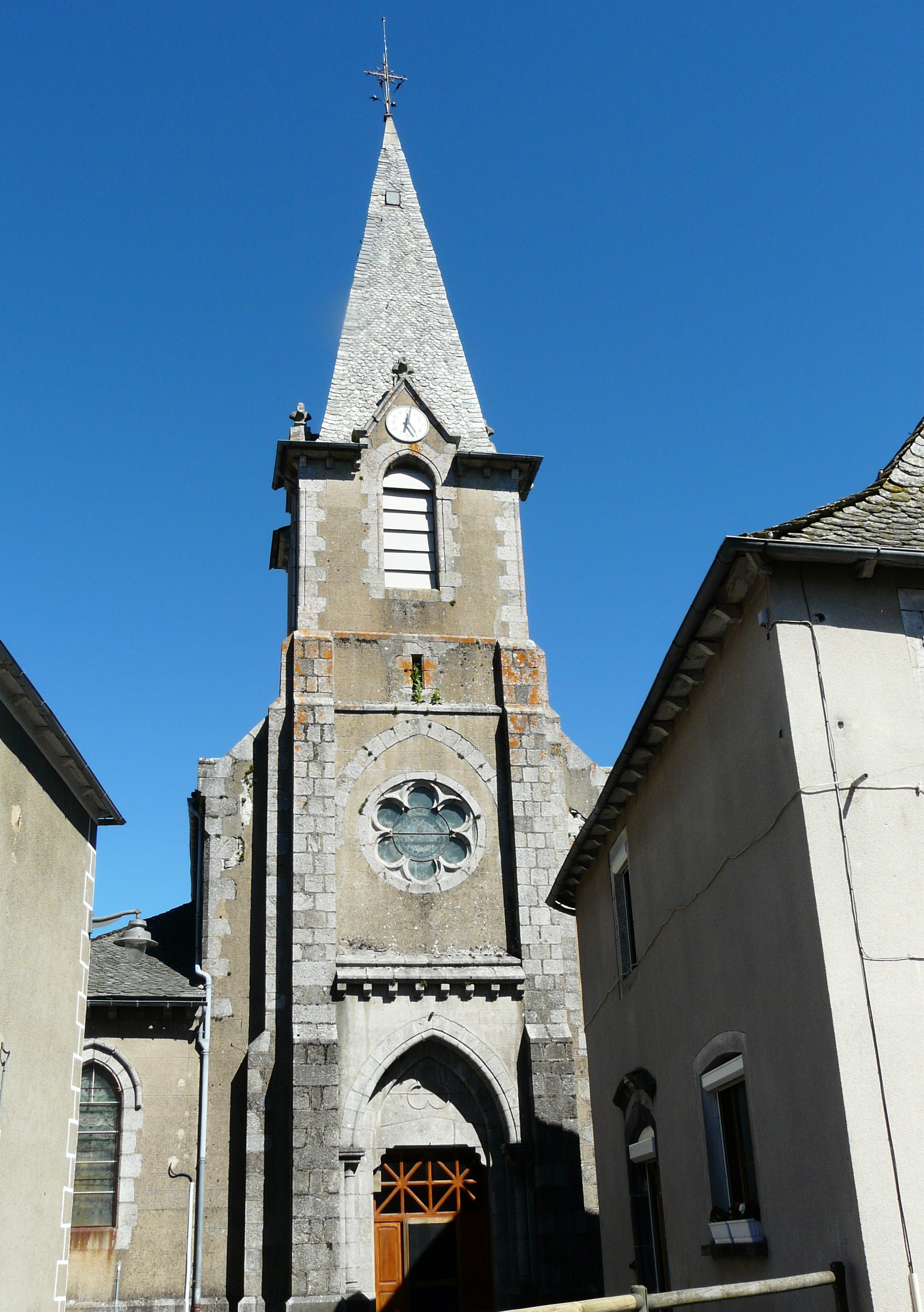
L'église.
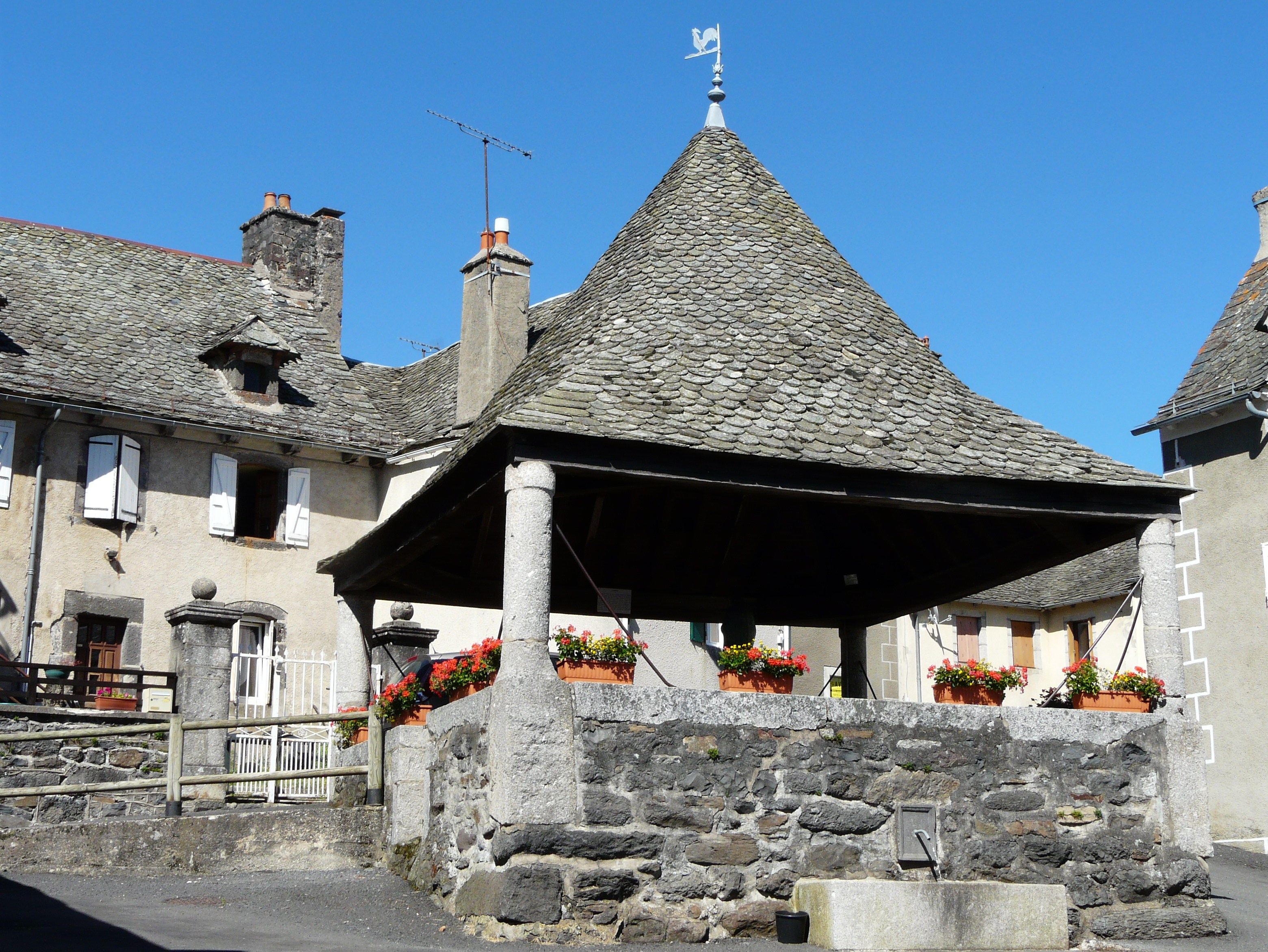
Halle dans le bourg.
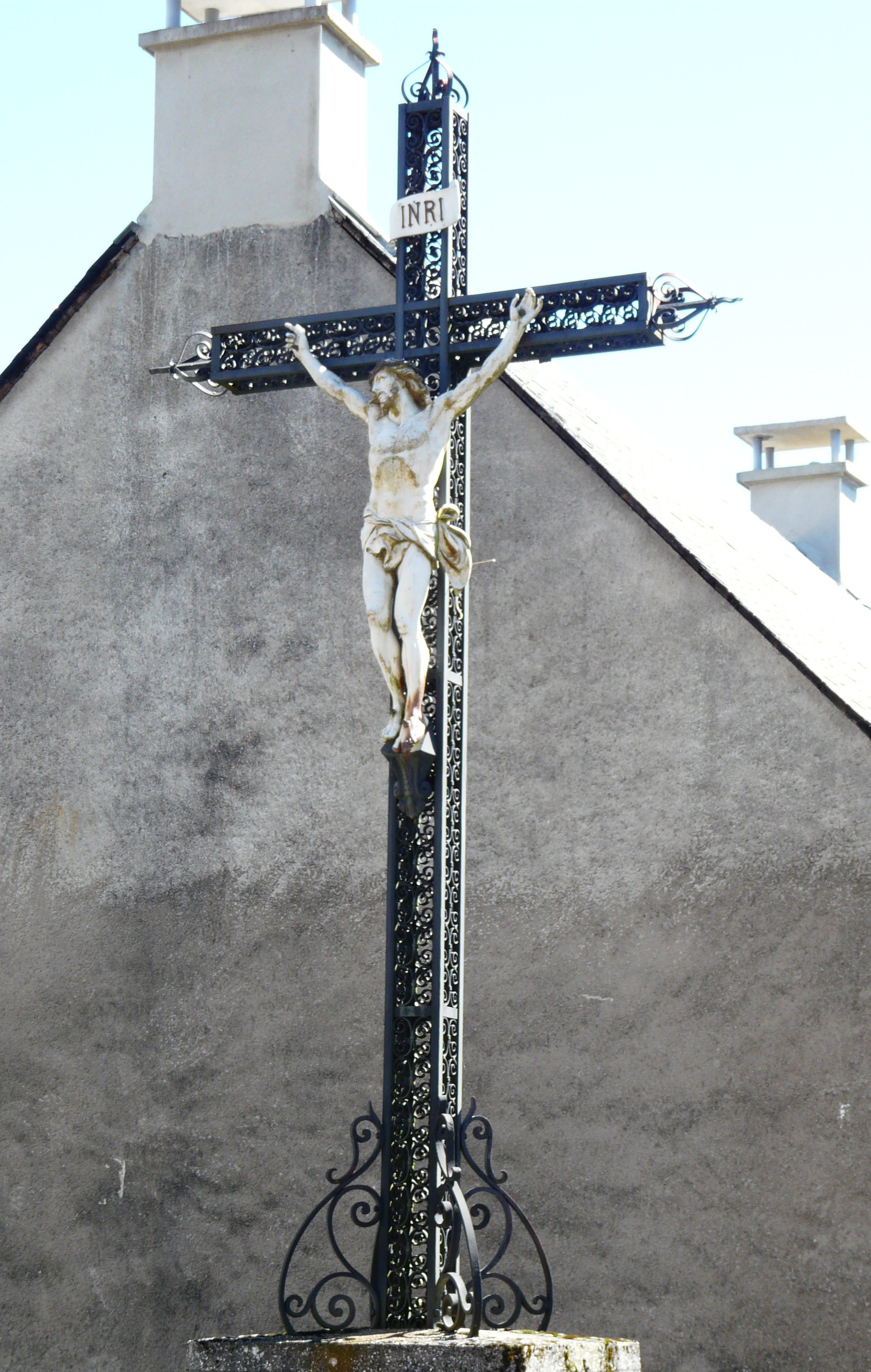
Calvaire dans le bourg.

### Personnalités liées à la commune
- Famille de Curières de Castelnau
- Mgr Denis Frayssinous (1765–1841), évêque d'Hermopolis (de) et ministre de l'Instruction publique (1824-1827), membre de l'Académie française.
- Guillaume Amans Pons, né à Curières le 10 novembre 1789. Député de  l'Aveyron, 3e collège (Espalion) de 1839 à 1848, il est conseiller général du canton d'Estaing de 1848 à 1862. Avocat, il devient en 1845 juge au tribunal d'Espalion. Il prend sa retraite en 1859. Il est décédé à Espalion le 28 juillet 1860.

### Héraldique
| Blason de la commune de Curières | Les armes de la commune de Curières se blasonnent ainsi : D'azur au lévrier courant d'argent, colleté d'or. |